# 大山晃弘
大山 晃弘（おおやま あきひろ、1978年4月11日 - ）は、日本の実業家。アイリスオーヤマ株式会社代表取締役社長。父は代表取締役会長の大山健太郎。

## 来歴
東北学院高校卒業後、2001年ベロイト大学中退。2003年アイリスオーヤマの米国法人（英: IRIS USA,Inc.）入社、2010年日本法人入社。グローバル開発部部長、執行役員ホーム開発部部長を経て、2015年取締役、2018年より現職。